# Bispo de Brechin
O Bispo de Brechin é um título mantido sucessivamente, desde c. 1150: (primeiramente) pelos bispos da Igreja Católica Romana até a Reforma de 1560; (segundo) pelos bispos da Igreja da Escócia até que a Igreja se declarou presbiteriana em 1689; e (terceiro) pelos bispos da Igreja Episcopal Escocesa desde então. A sé dos bispos de Brechin até 1689 foi a Catedral de Brechin, que então se tornou a High Kirk de Brechin na (agora presbiteriana) Igreja da Escócia (embora ainda seja frequentemente chamada de Catedral de Brechin). Esse edifício deixou de funcionar como um local de culto em novembro de 2021. O atual bispo de Brechin lidera a Diocese de Brechin na Igreja Episcopal Escocesa, com sua catedral em Dundee.

## Abades conhecidos
- Léot de Brechin (fl. 1131 ou 1150);[nt 1]
- Domnall (fl. final do século XII);[nt 2]
- Eoin mac in Aba (fl. início do século XIII).[nt 3]

## Bispos

### Bispos pré-Reforma
- Sansão de Brechin (fl. 1150 - 1165 ou 1169);[nt 4]
- Turpin de Brechin (1178 - 1189 ou 1198);
- Radulfo de Brechin (fl. 1198 ou 1199 - 1212);
- Hugo de Brechin (1214 ou 1215 - 1218);[nt 5]
- Gregório de Brechin (1218 - 1242 ou 1246);
- Albino de Brechin (1246 - 1269);
- William de Crachin (depois de 1269 - antes de 1274);[nt 6]
- William de Kilconcath (1275 - 1291 ou 1297);[nt 7]
- Nicolau de Brechin (1296 - 1298);
- João de Kininmund (1298 - 1323 ou 1327);
- Adão de Morávia (1328 - 1349);
- Filipe Wilde (1350 - 1351);
- Patrício de Leuchars (1351 - 1373 ou 1383);
- Estevão de Cellário (1383 - 1404 ou 1405);
- Walter Forrester (1407 - 1425 ou 1426);
- João de Cranach (1426 - 1453);[nt 8]
- George Shoreswood (1454 - 1462 ou 1463);
- Patrício Graham (1463 - 1465);[nt 9]
- João Balfour (1465 - 1488);
- William Meldrum (1488 - 1514 ou 1516);
- João Hepburn (1516 - 1557);
- Donald Campbell (1557 - 1559).[nt 10]

### Bispos da Igreja da Escócia
- João Sinclair (1565 - 1566);

O episcopado foi abolido na Igreja da Escócia em 1689, mas continuou na Igreja Episcopal Escocesa.

### Bispos da Igreja Episcopal da Escócia
Hoje o bispo é o ordinário da Diocese de Brechin da Igreja Episcopal Escocesa.
- Alexandre Rose, Bispo de Edimburgo (1695 - 1709) - Administrador;
- João Falconer, um bispo college (1709 - 1723) - Administrador;
- Roberto Norrie (1724 - 1727);[nt 11]
- André Swift (2018 - presente).[6][nt 12]